# Tebogo Masehla
Tebogo Masehla (* 6. Oktober 1979) ist eine ehemalige südafrikanische Leichtathletin, die sich auf den Hindernislauf spezialisiert hat und aktuell Inhaberin des Landesrekordes ist. Ihren größten sportlichen Erfolg feierte sie mit dem Gewinn der Bronzemedaille über 3000 m Hindernis bei den Afrikameisterschaften 2004 in Brazzaville. 

## Sportliche Laufbahn
Erste internationale Erfahrungen sammelte Tebogo Masehla im Jahr 2004, als sie bei den Afrikameisterschaften in Brazzaville in 10:34,40 min die Bronzemedaille über 3000 m Hindernis hinter den Marokkanerinnen Bouchra Chaâbi und Nawal Baïbi. Im Jahr darauf belegte sie bei der Sommer-Universiade in Izmir in 10:06,05 min den fünften Platz und 2006 gelangte sie bei den Commonwealth Games in Melbourne mit 10:11,64 min auf den zehnten Platz. Zudem klassierte sie sich bei den Afrikameisterschaften in Bambous mit 10:19,30 min auf dem sechsten Platz. Im Jahr darauf wurde sie bei den Afrikaspielen in Algier in 9:55,11 min Vierte und schied anschließend bei den Weltmeisterschaften in Osaka mit 10:41,02 min in der Vorrunde aus. 2008 belegte sie bei den Afrikameisterschaften in Addis Abeba in 11:13,24 min den sechsten Platz und bei den Crosslauf-Weltmeisterschaften 2009 in Amman lief sie nach 30:24 min auf den 74. Platz im Einzelrennen. Bei den Crosslauf-Weltmeisterschaften 2010 in Bydgoszcz in 28:46 min wurde sie nach 28:46 min 76. und im August kam sie bei den Afrikameisterschaften in Nairobi im Hindernislauf nicht ins Ziel. Bei den Crosslauf-Weltmeisterschaften 2011 in Punta Umbría lief sie nach 27:46 min 62. im Einzelrennen und 2015 beendete sie ihre aktive sportliche Karriere im Alter von 36 Jahren.
In den Jahren 2004 und 2005 sowie von 2007 bis 2011 wurde Masehla südafrikanische Meisterin im 3000-Meter-Hindernislauf.

## Persönliche Bestleistungen
- 3000 Meter: 9:24,93 min, 27. Januar 2006 in Pretoria
- 3000 m Hindernis: 9:54,19 min, 4. Juni 2011 in Oordegem (südafrikanischer Rekord)